# Diakoni
Diakoni är ett från början grekiskt ord som betyder "tjänst" och används främst som begrepp inom den kristna kyrkan. Nationalencyklopedin beskriver diakoni som "kyrkans sociala ansvarstagande på olika områden". I Socialtjänstkommitténs kartläggning av det frivilliga sociala arbetet i Sverige definieras diakoni som "en verksamhet som i intention och handling har en primär välfärdsinriktning och som sker med anknytning till kyrklig huvudman" (SOU 1993:82, s. 61). 
Sveriges kristna råd formulerar (2014) sin diakonibeskrivning som följer: ”Diakoni är medmänsklig omsorg, grundad i Kristi kärlek, uttryckt i kyrkans liv, och vill genom barmhärtighet och solidaritet möta människor i utsatta livssituationer.”
Diakonalt arbete innebär bland annat att anställda och frivilliga medarbetare möter människor i olika utsatta situationer. Diakoni kan vara att ge stöd åt personer som utsatts för fysiskt eller psykiskt våld, eller är sjuka eller ensamma. Framför allt i anslutning till olika kristna klosterordnar har i främst äldre tider diakonalt arbete utförts med vård av sjuka och nödlidande och upprättande av hospital och andra hjälpinrättningar i kyrklig närhet.
En kyrklig diakoni återupprättades i de lutherska kyrkorna under 1800-talet som en frivillig rörelse med kvinnliga diakonissor vid särskilda moderhus (I Sverige: Ersta diakoni, Samariterhemmet, Vårsta diakoni och Bräcke diakoni) samt manliga diakoner (Stora Sköndal). I Svenska kyrkan har diakonin på senare tid knutits starkare till stiften.

## Diakoni i Svenska kyrkan
Vid mitten av 1800-talet instiftades utbildningar för diakonissor i Sverige. Dessa utbildningar var inom vårdsektorn och har utvecklats vidare till det som i dag är sjuksköterskeutbildningen. Genom reviderad lagstiftning skedde under 1960-talet en förändring i diakonernas arbetsbeskrivning och yrket fick en mer socialt vårdande karaktär. I samband med detta tillkom Diakoninämnden som ett stöd för kyrkans församlingar i deras diakonala arbete.  En stor förändring kom år 1942 då en vigning för diakoner och diakonissor skrevs in i kyrkohandboken. Därmed erkändes diakonämbetet som vigningstjänst i den svenska kyrkan. Det innebar att kvinnor för första gången kunde vigas till kyrklig tjänst i Sverige. 

Svenska kyrkan beskriver det diakonala arbetet på sin hemsida: 
"Det övergripande uppdraget i Svenska kyrkans diakonala verksamheter är att utifrån kristen tro vara med och skapa ett gott samhälle."
Diakonin är inte ett uppdrag enbart ämnat åt den som är vigd till diakon utan ett uppdrag till alla kristna. Diakonen har dock ett särskilt ansvar för det diakonala arbetet och viger sitt liv till det diakonala uppdraget i de vigningslöften som diakoner avger vid sin vigning.

## Svenska diakoni-institutioner
- Ersta diakoni i Stockholm
- Samariterhemmet i Uppsala
- Vårsta diakoni i Härnösand
- Bräcke diakoni i Göteborg
- Stora Sköndal i Stockholm

## Diakonianstalter i övriga Norden (urval)
- Diakonissestiftelsen i Köpenhamn
- Diakonhjemmet i Oslo